# Iljastjärnen (Björna socken, Ångermanland)
Iljastjärnen är en sjö i Örnsköldsviks kommun i Ångermanland och ingår i Moälvens huvudavrinningsområde.